# Mitrephora rufescens
Mitrephora rufescens är en kirimojaväxtart som beskrevs av Henry Nicholas Ridley. Mitrephora rufescens ingår i släktet Mitrephora och familjen kirimojaväxter. Inga underarter finns listade i Catalogue of Life.